# Пикфорд, Джозеф

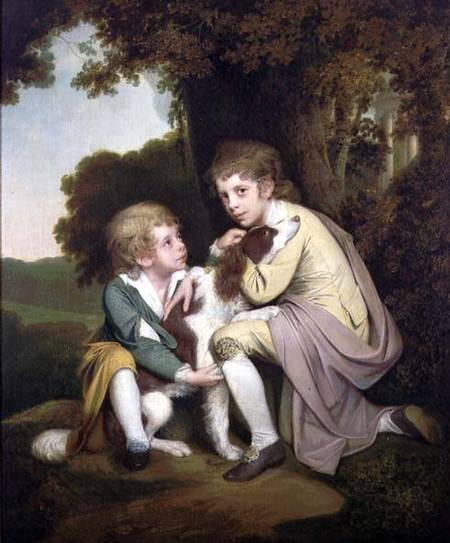
Дети Пикфорда; картина Джозефа Райта

Джозеф Пикфорд (англ. Joseph Pickford, 1736—1782) — английский архитектор времён короля Георга III, строивший в георгианском стиле.
Джозеф был вторым сыном своих родителей, Уильяма и Мэри Пикфордов, и родился в уорикширском городе Ашоу (англ. Ashow). В 1748 году он покинул город для обучения у своего дяди Уильяма в Лондоне. В апреле 1762 года Джозеф женился на Мэри Уилкинс (англ. Mary Wilkins); у них было двое детей; существует портрет этих детей авторства Джозефа Райта (работы которого выставлены в Музее и художественной галерее Дерби).
Среди важнейших его работ — дом святой Елены, Этрурия Холл, и его собственный дом, ныне известный как Дом-музей Пикфорда в Дерби, в котором расположен музей георгианского стиля жизни и костюма, а также экспозиция, посвящённая кукольным театрам и подвал-бомбоубежище 1940-х годов.

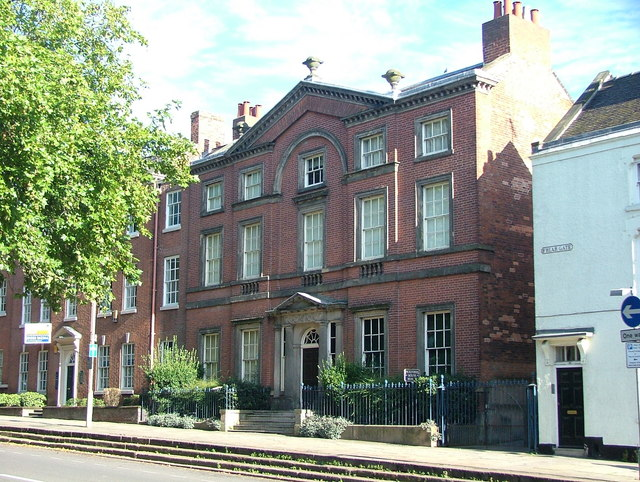
Дом-музей Пикфорда
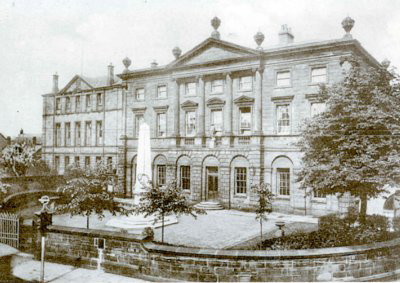
дом святой Елены
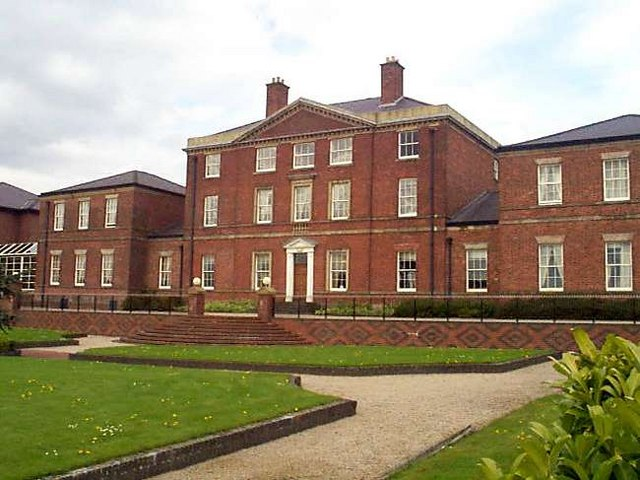
Этрурия Холл